# Димитър Солаковски
Димитър Солаковски (на македонска литературна норма: Димитар Солаковски) е северномакедонски художник.

## Биография
Роден е в 1975 година в Битоля, тогава в Социалистическа федеративна република Югославия, в семейство по произход от леринското село Попължани. Завършва Факултета по изобразително изкуство на Скопския университет, специалност живопис и консервация и реставрация в класа на Танас Луловски. Член е на Дружеството на художниците на Македония в Скопие, на Международния съвет за паметниците на културата и забележителните места – ИКОМОС. От 2008 до 2011 година е председател на Дружеството на художниците на Битоля.
Работи по консервационни-рестраврационни проекти в родния си град и в Охрид. Автор е на много илюстрации за книги и публикации. Прави самостоятелни изложби и участва в групови. Носител е на наградата „Франц Манинг“ и на Наградата за художествено дело за 2012 година - „Борислав Траиковски“ на традиционната Ноемврийска изложба.